# Czetwertyny
Czetwertyny – część wsi Lipinki w Polsce, położona w województwie lubelskim, w powiecie bialskim, w gminie Sosnówka.
W latach 1975–1998 Czetwertyny administracyjnie należały do województwa bialskopodlaskiego.